# Айхах
Айхах (на немски: Aichach) е град в Германия. Намира се в провинция Бавария. Разположен е около река Паар. Получава статут на град през 1347 г. Има жп гара, от която на север се пътува към Инголщат (около 50 km), а на юг към Аугсбург (около 22 km) и Мюнхен (около 52 km). Населението му е 20 805 души от преброяването на 31 декември 2006 г.
Разположен е на 448 метра надморска височина на Баварското плато.

## Личности, родени в Айхах
- Лудвиг Щойб (1812 – 1888), германски писател

## Побратимени градове
- Брикслег, Австрия
- Гьодьольо, Унгария
- Шиферщад, Германия